# Terremoto de Baluchistán de 1945
El terremoto de Baluchistán de 1945 ocurrió en la India británica a la 01:26, hora de Pakistán, del 28 de noviembre de 1945 con una magnitud de momento de 8,1 y una intensidad máxima percibida de X en la escala de intensidad de Mercalli.

## Terremoto
El epicentro del terremoto se situó a 97,6 kilómetros al sur-suroeste de Pasni, en Baluchistán, y un tsunami causó daños a lo largo de la región costera de Makrán. Se informó que las muertes a causa del evento fueron de al menos 300 y hasta 4.000 personas.
Otro terremoto muy grande ocurrió casi en el mismo lugar a las 17:54 del 5 de agosto de 1947, pero no se sabe mucho sobre el evento o sus efectos.